# Carmine Guarino
Carmine Guarino (Napoli, 17 gennaio 1981) è uno scenografo italiano.

## Carriera
Carmine Guarino ha cominciato la sua carriera nel 2005 con un film di Paolo Sorrentino. Fu assistente scenografo del medesimo anche per i film L'amico di famiglia (2006) e Il divo (2008). Nel 2011 fu arredatore del film sul mondo della boxe Tatanka per la regia di Giuseppe Gagliardi e del film La kryptonite nella borsa diretto da Ivan Cotroneo. Sul piano internazionale ha collaborato con il regista ungherese István Dárday come assistente del film Az emigráns. Ha inoltre collaborato con Stefano Incerti come arredatore del film Gorbaciof, la storia di un cassiere del carcere di Poggioreale, da cui attinge i soldi per pagare il suo vizio del gioco in particolare il poker.

## Filmografia

### Cinema
- La guerra di Mario, regia di Antonio Capuano (2005) - assistente scenografo
- L'amico di famiglia, regia di Paolo Sorrentino (2006) - assistente scenografo
- Grido, regia di Pippo Delbono (2006) - coordinatore dipartimento direzione artistica
- Az emigráns (2007), regia di István Dárday - assistente scenografo
- Una notte, regia di Toni D'Angelo (2007)
- Il divo, regia di Paolo Sorrentino (2008) - assistente scenografo
- Piacere Michele Imperatore, regia di Bruno Memoli (2008)
- Gorbaciof, regia di Stefano Incerti (2010)
- Passione, regia di John Turturro (2010) - assistente scenografo
- Armandino e il Madre, regia di Valeria Golino (2010) - cortometraggio (assistente scenografo)
- La kryptonite nella borsa, regia di Ivan Cotroneo (2011)
- Tatanka, regia di Giuseppe Gagliardi (2011)
- Mozzarella Stories, regia di Edoardo De Angelis (2011)
- Pandemia, regia di Lucio Fiorentino (2012) - assistente scenografo
- Nina, regia di Elisa Fuksas (2012)
- Perez., regia di Edoardo De Angelis (2014)
- Nottetempo, regia di Francesco Prisco (2014)
- Un posto sicuro, regia di Francesco Ghiaccio (2015)
- Indivisibili, regia di Edoardo De Angelis (2016)
- Il vizio della speranza, regia di Edoardo De Angelis (2018)
- Il sindaco del rione Sanità, regia di Mario Martone (2019)
- È stata la mano di Dio, regia di Paolo Sorrentino (2021)
- Nostalgia, regia di Mario Martone (2022)
- Comandante, regia di Edoardo De Angelis (2023)
- Parthenope, regia di Paolo Sorrentino (2024)
- Criature, regia di Cécile Allegra (2024)

### Televisione
- Sabato, domenica e lunedì, regia di Paolo Sorrentino – film TV (2005) - aiuto scenografo
- Gomorra - La serie - serie TV (2016)
- Natale in casa Cupiello, regia di Edoardo De Angelis – film TV (2020)
- Sabato, domenica e lunedì, regia di Edoardo De Angelis – film TV (2021)
- Non ti pago, regia di Edoardo De Angelis – film TV (2021)
- La vita bugiarda degli adulti, regia di Edoardo De Angelis –  serie TV (2023)
- Champagne - Peppino di Capri, regia di Cinzia TH Torrini – film TV (2025)

## Premi e riconoscimenti
- Ciak d'oro
  - 2017 - Migliore scenografia per Indivisibili[1]